# Joseph Schmidlin
Joseph Schmidlin (* 29. März 1876 in Kleinlandau im Elsass; † 10. Januar 1944 im Sicherungslager Schirmeck) wirkte als katholischer Theologe und gilt als Begründer der katholischen Missionswissenschaft.

## Leben
Joseph Schmidlin war ein Sohn des Lehrers Augustinus Schmidlin (1841–1915) und der Amtsschreiberin Maria Anna, geb. Hoefferlin (1843–1908). Er hatte zwei Brüder (u. a. Kirchenmusiker August Schmidlin) und drei Schwestern. Er besuchte das bischöfliche Progymnasium und das Gymnasium St. Stephan in Straßburg, studierte am Priesterseminar in Straßburg Philosophie und Theologie. 1899 empfing er die Priesterweihe.

## Wissenschaftlicher Werdegang
Von 1899 bis 1901 studierte er an der Albert-Ludwigs-Universität in Freiburg im Breisgau Geschichte und klassische Philologie für das Lehramt und wurde 1901 zum Dr. phil. promoviert. Bei seinem Studienaufenthalt in Rom von 1901 bis 1905 war er Vizerektor der Nationalkirche Santa Maria dell’Anima und des Priesterkollegs ebendort (heute: Päpstliches Institut Santa Maria dell’Anima). Neben einer Geschichte der Anima arbeitete er an Ludwig Pastors Papstgeschichte mit. 1904 wurde Schmidlin in Kirchengeschichte zum Dr. theol. promoviert. Nach einer Kaplanszeit in Gebweiler habilitierte er sich 1907 bei Albert Ehrhard für Kirchengeschichte an der Universität Straßburg. Später wurde er nach Münster umhabilitiert und dort 1910 zum Professor für Kirchengeschichte, Dogmengeschichte, Patrologie und Missionskunde ernannt. 1914 wurde Schmidlin zum Ordinarius für Missionswissenschaft mit einem zusätzlichen Lehrauftrag für Kirchengeschichte, Dogmengeschichte und Patrologie ernannt.

## Werk und Bedeutung
Schmidlin begründete die Missionswissenschaft als eigenständige Disziplin innerhalb der Katholischen Theologie. Sein Vorläufer im evangelischen Raum war der Inhaber des ersten Missionswissenschaftlichen Lehrstuhls in Deutschland, Gustav Warneck. 1911 begründete er die Zeitschrift für Missionswissenschaft, die er selber redigierte.
Nachdem Papst Benedikt XV. im Rundschreiben Maximum illud (1919), der Magna Charta der katholischen Mission, die Errichtung missionswissenschaftlicher Lehrstühle und Institute forderte, wurden nach dem Münsteraner Vorbild zahlreiche Lehrstühle im In- und Ausland gegründet, u. a. in München, Würzburg, in Nijmegen, Freiburg im Üechtland, Löwen und Wien. Dabei orientierten sich diese an Schmidlin.
Im Jahr 1911 gründete Schmidlin das Internationale Institut für missionswissenschaftliche Forschungen.
Die Katholische Missionslehre (Münster/Westf. 1919) – zwei Jahre nach seiner Einführung in die Missionswissenschaft (Münster/Westf. 1917, erschienen als Band 1 in der von ihm herausgegebenen Reihe Missionswissenschaftliche Abhandlungen und Texte) erschienen – war über Jahrzehnte hinweg das Standardwerk der katholischen Missionswissenschaft.
Ferner wirkte Schmidlin als Assistent von Ludwig Pastor wesentlich an zahlreichen Bänden seiner 16-bändigen Papstgeschichte mit. Nach Pastors Tod schrieb Schmidlin eine die Fortsetzung des Pastorschen Werkes darstellende Papstgeschichte der neuesten Zeit, welche den Zeitraum von 1800 bis zum Tode Pius XI. behandelt. Dieses Werk stellt seine umfangreichste wissenschaftliche Eigenleistung dar.
Am 14. Juli 1934 wurde Schmidlin zwangspensioniert. Später kam er wegen seiner ablehnenden Haltung gegenüber dem nationalsozialistischen Regime ins Gefängnis, dann in eine Nervenheilanstalt und später in das „Sicherungslager Vorbruck-Schirmeck“. Noch im Sicherungslager erhob er seine Stimme gegen den Nationalsozialismus. Man erfuhr, dass er zusammengeschlagen und in einen Bunker gebracht wurde, wo er am 10. Januar 1944 starb.

## Würdigung
Die katholische Kirche hat Schmidlin als Glaubenszeugen in das deutsche Martyrologium des 20. Jahrhunderts aufgenommen.

Am Eingang des Breisacher Münsters hängt eine eindrucksvolle Gedenktafel mit den Worten: 

„Die Pfarrgemeinde Breisach gedenkt in dieser frühgotischen Krypta (...) des Priesters und Kirchenhistorikers Professor Dr. Josef Schmidlin, der in Breisach gewirkt hat und als Gegner der nationalsozialistischen Gewaltherrschaft 1944 im Konzentrationslager Schirmeck umgekommen ist (...)“

## Veröffentlichungen (Auswahl)
- Papst Pius X. Sein Vorleben und seine Erhebung. Verlag von Breer & Thiemann, Hamm in Westfalen 1903.
- Die geschichtsphilosophische und kirchenpolitische Weltanschauung Ottos von Freising. Ein Beitrag zur mittelalterlichen Geistesgeschichte. Herdersche Verlagsbuchhandlung, Freiburg im Breisgau 1906, online.
- Geschichte der deutschen Nationalkirche in Rom S. Maria dell Anima. Herdersche Verlagsbuchhandlung, Freiburg im Breisgau 1906.
- Die kirchlichen Zustände in Deutschland vor dem Dreißigjährigen Kriege nach den bischöflichen Diözesanberichten an den Heiligen Stuhl. 3 Bände. Herdersche Verlagsbuchhandlung, Freiburg im Breisgau 1908–1910.
- Missions- und Kulturverhältnisse im fernen Osten: Eindrücke und Berichte von meiner Missionsstudienreise im Winter 1913/14. Borgmeyer, Münster 1914. online.
- Die christliche Weltmission im Weltkrieg. Volksvereins-Verlag, Mönchen-Gladbach 1915.
- Katholische Missionslehre im Grundriss. Verlag Aschendorff, Münster 1919, 2. Auflage 1923.[2]
- Die Katholischen Missionen von der Völkerwanderung bis zur Gegenwart. Göschen Verlag, Leipzig 1925.
- Papstgeschichte der Neuesten Zeit. 4 Bände. Verlag Joseph Kösel & Friedrich Pustet, München 1933–1939.